# 3150 Tosa
3150 Tosa este un asteroid din centura principală, descoperit pe 11 februarie 1983 de Tsutomu Seki.